# پزشک دهکده (فیلم ۲۰۰۷)
پزشک دهکده (انگلیسی: A Country Doctor) یک فیلم کوتاه انیمه به کارگردانی کوجی یامامورا محصول سال ۲۰۰۷ است. این فیلم برداشتی مستقیم از داستان کوتاه فرانتس کافکا، «پزشک دهکده» است.